# Örebro och Glanshammars häraders valkrets
Örebro och Glanshammars häraders valkrets var i riksdagsvalen till andra kammaren 1866–1908 en egen valkrets med ett mandat. Valkretsen, som alltså omfattade Örebro och Glanshammars härader (däremot inte Örebro stad, som bildade egen valkrets), avskaffades vid införandet av proportionellt valsystem inför valet 1911 och uppgick i Örebro läns norra valkrets.

## Riksdagsmän
- Per Nilsson, lmp (1867–1869)
- Olof Larsson, nylib 1870–1871, lmp 1872 (1870–1872)
- Per Nilsson, lmp 1873–1887, nya lmp 1888–1893 (1873–1893)
- Anders Gustafsson, nya lmp 1894, lmp 1895–1905, nfr 1906-1911 (1894-1911)

## Valresultat

### 1893
| Andrakammarvalet i Sverige 1893: Örebro och Glanshammars häraders valkrets | Andrakammarvalet i Sverige 1893: Örebro och Glanshammars häraders valkrets | Andrakammarvalet i Sverige 1893: Örebro och Glanshammars häraders valkrets | Andrakammarvalet i Sverige 1893: Örebro och Glanshammars häraders valkrets | Andrakammarvalet i Sverige 1893: Örebro och Glanshammars häraders valkrets |
| Kandidat                                                                   | Kandidat                                                                   | Röster                                                                     | Röster                                                                     | Röster                                                                     |
| Kandidat                                                                   | Kandidat                                                                   | Antal                                                                      | %                                                                          | +− %                                                                       |
| -------------------------------------------------------------------------- | -------------------------------------------------------------------------- | -------------------------------------------------------------------------- | -------------------------------------------------------------------------- | -------------------------------------------------------------------------- |
|                                                                            | Anders Gustafsson                                                          | 267                                                                        | 53,5                                                                       |                                                                            |
|                                                                            | Per Nilsson                                                                | 224                                                                        | 44,9                                                                       |                                                                            |
|                                                                            | Övriga kandidater                                                          | 8                                                                          | 1,6                                                                        |                                                                            |
| Antal giltiga röster                                                       | Antal giltiga röster                                                       | 499                                                                        |                                                                            |                                                                            |
| Kasserade röster                                                           | Kasserade röster                                                           | 0                                                                          |                                                                            |                                                                            |
| Totalt                                                                     | Totalt                                                                     | 499                                                                        |                                                                            |                                                                            |

- Valdeltagandet var 39,9%.

### 1896
| Andrakammarvalet i Sverige 1896: Örebro och Glanshammars häraders valkrets | Andrakammarvalet i Sverige 1896: Örebro och Glanshammars häraders valkrets | Andrakammarvalet i Sverige 1896: Örebro och Glanshammars häraders valkrets | Andrakammarvalet i Sverige 1896: Örebro och Glanshammars häraders valkrets | Andrakammarvalet i Sverige 1896: Örebro och Glanshammars häraders valkrets |
| Kandidat                                                                   | Kandidat                                                                   | Röster                                                                     | Röster                                                                     | Röster                                                                     |
| Kandidat                                                                   | Kandidat                                                                   | Antal                                                                      | %                                                                          | +− %                                                                       |
| -------------------------------------------------------------------------- | -------------------------------------------------------------------------- | -------------------------------------------------------------------------- | -------------------------------------------------------------------------- | -------------------------------------------------------------------------- |
|                                                                            | Anders Gustafsson                                                          | 220                                                                        | 94,8                                                                       |                                                                            |
|                                                                            | Närmaste kandidat                                                          | 7                                                                          | 3,0                                                                        |                                                                            |
|                                                                            | Övriga kandidater                                                          | 5                                                                          | 2,2                                                                        |                                                                            |
| Antal giltiga röster                                                       | Antal giltiga röster                                                       | 232                                                                        |                                                                            |                                                                            |
| Kasserade röster                                                           | Kasserade röster                                                           | 6                                                                          |                                                                            |                                                                            |
| Totalt                                                                     | Totalt                                                                     | 238                                                                        |                                                                            |                                                                            |

- Valdeltagandet var 18,9%.

### 1899
| Andrakammarvalet i Sverige 1899: Örebro och Glanshammars häraders valkrets | Andrakammarvalet i Sverige 1899: Örebro och Glanshammars häraders valkrets | Andrakammarvalet i Sverige 1899: Örebro och Glanshammars häraders valkrets | Andrakammarvalet i Sverige 1899: Örebro och Glanshammars häraders valkrets | Andrakammarvalet i Sverige 1899: Örebro och Glanshammars häraders valkrets |
| Kandidat                                                                   | Kandidat                                                                   | Röster                                                                     | Röster                                                                     | Röster                                                                     |
| Kandidat                                                                   | Kandidat                                                                   | Antal                                                                      | %                                                                          | +− %                                                                       |
| -------------------------------------------------------------------------- | -------------------------------------------------------------------------- | -------------------------------------------------------------------------- | -------------------------------------------------------------------------- | -------------------------------------------------------------------------- |
|                                                                            | Anders Gustafsson                                                          | 141                                                                        | 97,2                                                                       | ▲2,4                                                                       |
|                                                                            | Närmaste kandidat                                                          | 1                                                                          | 0,7                                                                        |                                                                            |
|                                                                            | Övriga kandidater                                                          | 3                                                                          | 2,1                                                                        |                                                                            |
| Antal giltiga röster                                                       | Antal giltiga röster                                                       | 145                                                                        |                                                                            |                                                                            |
| Kasserade röster                                                           | Kasserade röster                                                           | 0                                                                          |                                                                            |                                                                            |
| Totalt                                                                     | Totalt                                                                     | 145                                                                        |                                                                            |                                                                            |

Valet ägde rum den 2 september 1899. Valdeltagandet var 11,2%.

### 1902
| Andrakammarvalet i Sverige 1902: Örebro och Glanshammars häraders valkrets | Andrakammarvalet i Sverige 1902: Örebro och Glanshammars häraders valkrets | Andrakammarvalet i Sverige 1902: Örebro och Glanshammars häraders valkrets | Andrakammarvalet i Sverige 1902: Örebro och Glanshammars häraders valkrets | Andrakammarvalet i Sverige 1902: Örebro och Glanshammars häraders valkrets |
| Kandidat                                                                   | Kandidat                                                                   | Röster                                                                     | Röster                                                                     | Röster                                                                     |
| Kandidat                                                                   | Kandidat                                                                   | Antal                                                                      | %                                                                          | +− %                                                                       |
| -------------------------------------------------------------------------- | -------------------------------------------------------------------------- | -------------------------------------------------------------------------- | -------------------------------------------------------------------------- | -------------------------------------------------------------------------- |
|                                                                            | Anders Gustafsson                                                          | 325                                                                        | 64,0                                                                       | ▼33,2                                                                      |
|                                                                            | Karl Kristoffersson (liberal)                                              | 182                                                                        | 35,8                                                                       |                                                                            |
|                                                                            | Övriga kandidater                                                          | 1                                                                          | 0,2                                                                        |                                                                            |
| Antal giltiga röster                                                       | Antal giltiga röster                                                       | 508                                                                        |                                                                            |                                                                            |
| Kasserade röster                                                           | Kasserade röster                                                           | 2                                                                          |                                                                            |                                                                            |
| Totalt                                                                     | Totalt                                                                     | 510                                                                        |                                                                            |                                                                            |

Valet ägde rum den 8 september 1902. Valdeltagandet var 36,9%.

### 1905
| Andrakammarvalet i Sverige 1905: Örebro och Glanshammars häraders valkrets | Andrakammarvalet i Sverige 1905: Örebro och Glanshammars häraders valkrets | Andrakammarvalet i Sverige 1905: Örebro och Glanshammars häraders valkrets | Andrakammarvalet i Sverige 1905: Örebro och Glanshammars häraders valkrets | Andrakammarvalet i Sverige 1905: Örebro och Glanshammars häraders valkrets |
| Kandidat                                                                   | Kandidat                                                                   | Röster                                                                     | Röster                                                                     | Röster                                                                     |
| Kandidat                                                                   | Kandidat                                                                   | Antal                                                                      | %                                                                          | +− %                                                                       |
| -------------------------------------------------------------------------- | -------------------------------------------------------------------------- | -------------------------------------------------------------------------- | -------------------------------------------------------------------------- | -------------------------------------------------------------------------- |
|                                                                            | Anders Gustafsson                                                          | 412                                                                        | 64,5                                                                       | ▲0,5                                                                       |
|                                                                            | Karl Kristoffersson (liberal)                                              | 227                                                                        | 35,5                                                                       | ▼0,3                                                                       |
| Antal giltiga röster                                                       | Antal giltiga röster                                                       | 639                                                                        |                                                                            |                                                                            |
| Kasserade röster                                                           | Kasserade röster                                                           | 2                                                                          |                                                                            |                                                                            |
| Totalt                                                                     | Totalt                                                                     | 641                                                                        |                                                                            |                                                                            |

Valet ägde rum den 7 september 1905. Valdeltagandet var 42,0%.

### 1908
| Andrakammarvalet i Sverige 1908: Örebro och Glanshammars häraders valkrets | Andrakammarvalet i Sverige 1908: Örebro och Glanshammars häraders valkrets | Andrakammarvalet i Sverige 1908: Örebro och Glanshammars häraders valkrets | Andrakammarvalet i Sverige 1908: Örebro och Glanshammars häraders valkrets | Andrakammarvalet i Sverige 1908: Örebro och Glanshammars häraders valkrets |
| Kandidat                                                                   | Kandidat                                                                   | Röster                                                                     | Röster                                                                     | Röster                                                                     |
| Kandidat                                                                   | Kandidat                                                                   | Antal                                                                      | %                                                                          | +− %                                                                       |
| -------------------------------------------------------------------------- | -------------------------------------------------------------------------- | -------------------------------------------------------------------------- | -------------------------------------------------------------------------- | -------------------------------------------------------------------------- |
|                                                                            | Anders Gustafsson                                                          | 538                                                                        | 57,9                                                                       | ▼6,6                                                                       |
|                                                                            | Axel Holmberg (liberal)                                                    | 391                                                                        | 42,0                                                                       |                                                                            |
|                                                                            | Övriga kandidater                                                          | 1                                                                          | 0,1                                                                        |                                                                            |
| Antal giltiga röster                                                       | Antal giltiga röster                                                       | 930                                                                        |                                                                            |                                                                            |
| Kasserade röster                                                           | Kasserade röster                                                           | 5                                                                          |                                                                            |                                                                            |
| Totalt                                                                     | Totalt                                                                     | 935                                                                        |                                                                            |                                                                            |

Valet ägde rum den 6 september 1908. Valdeltagandet var 56,6%.